# Akyazı (district)
Akyazi is een Turks district in de provincie Sakarya en telt 83.255 inwoners (2007). Het district heeft een oppervlakte van 616,6 km².
De bevolkingsontwikkeling van het district is weergegeven in onderstaande tabel.
| 1997   | 2000   | 2007   |
| ------ | ------ | ------ |
| 72.483 | 77.536 | 83.255 |